# ヴェテラニヤ (小惑星)
ヴェテラニヤ (2011 Veteraniya) は、小惑星帯に位置する小惑星である。タマラ・スミルノワがクリミア天体物理天文台で発見した。
大祖国戦争（独ソ戦）に従軍したソ連の元兵士 (ветеран, veteran) たちに因んで名付けられた。